# Roberto Herrera García
Roberto Carlos Herrera García (L'Avana, 13 agosto 1974 – Miami, 6 maggio 2021) è stato un cestista cubano.
Era il figlio di Ruperto Herrera Tabio e il fratello di Ruperto Herrera García.

## Carriera
Con Cuba ha disputato i Campionati mondiali del 1994 e tre edizioni dei Campionati americani (1993, 1997, 1999).